# Монголска народна република
Монголската народна република е името на Монголия в периода 1924 – 1992. Социалистическа страна, образувана в резултат от завършилата с победа на 11 юли 1921 г. Монголска народна революция, първата социалистическа революция извън СССР в историята, поставила край на 500-годишното владичество на Китайската империя над Монголия. По тази причина Монголия е втората социалистическа държава в света след СССР. Страната има висш орган на държавната власт – Президиум на Великия народен хурал. Изпълнителната власт се осъществява от Министерския съвет – правителството. Законодателната власт се осъществява от Великия народен хурал, както се нарича народното събрание на държавата. Дели се на 18 провинции (аймака), подразделящи се на сомони (общини).

## История

### Предистория на Монголската народна революция
През 1911 г. в Китайската империя избухва революция. Нейният лидер Сун Ятсен основава партията Гоминдан сваля последния китайски император Пу И който е непълнолетен и слага край на монархията, като Китай е провъзгласен за република. Монголските земи към този момент от 500 г. се намират под китайско императорско владичество. Виждайки че империята се разтърсва от промяна, монголските арати (скотовъдци) започват брожение, прерастващо в опит за въстание. Монголската аристокрация – аристократи и будистки свещеници, макар и вярноподана на имперски Китай вижда възможност за частична независимост на монголските територии. В Китай обаче Сун Ятцен отказва да преговаря с тях, имайки различия поради факта че Ятцен е републиканец, монголската аристокрация е феодална, а също и заради това че силата на Китай все още е в ръцете на императорските генерали командири на китайската армия (която е старата императорска армия, нераспусната след китайската революция), които не са напълно лоялни на Гоминдана. Така монголските аристократи се обръщат към Руската империя, като император Николай II проявява разбиране и с руска помощ, след преговори с Китай, през 1911 г. е предоставена на външна Монголия (северната част на монголските територии, докато южните части, известни като вътрешна Монголия, остават в китайска територия) частична автономия. Назначен е управител на областта в лицето на духовния будистки водач на Монголия Богдо Хехен VIII, тибетец по произход, получил след автономията името Бгдо Хан. През 1915 г. юридически се оформя въпросът с автономията на монголските земи, след подписване на споразумение между Руската империя и Китай в град Кяхта, като в монголската история този период от 1911 до 1921 г. е наричан Богдоханска Монголия. След започването на Първата световна война, през 1917 г. Китайската република обявява, че смята да анулира споразумението от Кяхта, и да премахне автономията на Монголия.

### Подготовка, начало и победа на Монголската народна революция
След края на Първата световна война, Китай, възползвайки се от започналата в Русия Велика октомврийска социалистическа революция, през 1919 г., анулира Кяхтенското споразумение и окупира отново Монголия, премахвайки напълно автономията. Богдо Хан се подчинява на китайската окупация, но скоро в Далечния изток започва да се проявява Руската гражданска война между Червената армия и белогвардейците. Вследствие на боеве през 1920 г. региона на монголските земи се завзема временно от азиатската конна дивизия на белогвардееца генерал барон Роман фон Унгерн-Щернберг. Богдо Хан се обръща към Щернберг за помощ срещу китайската окупация, но белогвардееца се съгласява на частична помощ, като окаже натиск с военни средства върху китайските войски да напуснат Монголия, без обаче да иска юридическо признаване от Китай на независимост на Монголия. В това време се създават две народно-освободителни монголски групи от скотовъдци (арати), които претендират за пълно прогонване на китайския неприятел, за освобождение и независимост на Монголия и за прогонването на барон Унгерн Щернберг от монголска територия. През 1920 г. двете групи създават Монголската народна партия. Едната група е начело с Дамдин Сухе Батор и Солийн Данзан, другата е начело с Хорлоогийн Чойбалсан. И двете се обединяват в единна партия за национално и социално освобождение – искат не само изгонването на китайските окупатори и белогвардейците, но и лишаването на монголската аристокрация от феодали и монголското будистко духовенство от власт и установяване на социалистически строй в Монголия. През 1920 г. монголските революционери се срещат в Иркутрск и в Москва с представители на Всесъюзната комунистическа партия (болшевики) на Съветска Русия и лично със съветския лидер Владимир Ленин, на които срещи те получават подкрепа за монголска социалистическа революция и военна помощ от Съветска Русия. Вследствие в Далечния изток е изпратена 5-а армия на Червената армия, а монголците формират Монголското народно опълчение – военни отряди за борба срещу китайските войски и белогвардейците. През 1921 г. монголските отряди и Червената армия преминават в настъпление и нанасят поражение на Китайската гоминдановска армия, като принуждават Китай да напусне монголската територия, след което към отрядите се присъединява Хатан Батор-Маскаржав, който командва автономната стража на монголския Богдо Хан. Така обединените монголски отряди и Червената армия атакуват през пролетта на 1921 г. конните войски на белогвардейците начело с барон Унгерн Фон Щернберг и на 11 юли 1921 г. им нанасят съкрушително поражение, а самия Унгерн е пленен в битката.

### Образуване на социализма в Монголия и Монголската народна република
След това начело с Дамдин Сухе-Батор монголските народни отряди се отправят към столицата на автономна Монголия Урга, където образуват Народно правителство начело с Дамдин Сухе-Батор и обявяват независимостта на страната от Китай и социалистическия строй в Монголия, като Богдо Хан признава властта на новото монголско правителство и столицата се прекръства от Урга на Улан-Батор. Създадени са от революционните отряди на МНП въоръжените сили на държавата именувани Монголска народно-революционна армия. На втория си конгрес през 1921 г. Монголската народна партия се преименува в Монголска народно-революционна партия и отказвайки се от селско-аратския си съсловен принцип, приема идеите на Марксизма и Ленинизма, а за председател на Централния комитет е избран Дамдин Сухе Батор, докато секретари на ЦК на МНРП са избран Хорлоогийн Чойбалсан и Солийн Данзан, а за военен министър – получилия генералско военно звание Хатан Батор – Маскаржав. Макар в периода 1921 – 1924 г. монголската държава да е запазена като монархия (но със социалистически строй) с държавен глава Богдо Хан, през 1924 г. той умира и на 26 ноември 1924 г. е провъзгласена Монголската народна република. В началото неин държавен лидер е Дамдин Сухе Батор, но през 1923 г. – година преди да е провъзгласена МНР той умира, а скоро умира и военния министър генерал Хатан Батор – Маскаржав. Начело на Монголската държава застава Хорлоогийн Чойбалсан – най-близкият сподвижник на Сухе-Батор и негов заместник в партията. Чойбалсан е в началото военен министър и лидер на МНРП, но е фактически лидер на Монголската народна република. През 1929 – 1930 г. Чойбалсан е Председател на Президиума на Великия народен хурал, а през периода 1939 – 1952 г. е Председател на Министерския съвет на Монголската народна република. През 1935 г. Хорлоогийн Чойбалсан става маршал на МНР – най-високият военен чин в Монголия. На следващата 1936 г. той сключва Договор със СССР за отбрана на Монголия и СССР, според който в Монголия се стационират съветски войски. През 1939 г. Япония завладява част от Китай, напада Монголия при река Халхин-Гол, в която битка монголските войски заедно със съветските войски удържат победа над японската армия. Макар в далечния изток на монголско-съветския фронт да не се водят бойни действия в периода 1940 – 1945 г., за разлика от други азиатски региони, през 1945 г. Монголия и СССР обявяват война на Япония, в която Квантунската армия е разгромена за няколко седмици от съветската армия и монголските войски. След войната МНР получава дипломатическо признание от всички останали, освен СССР страни, ставайки победител във Втората световна война. През 1952 г. Чойбалсан умира и го наследява Юмжагийн Цеденбал. Той успява да включи Монголия в Съвета за икономическа взаимопомощ - 1962 г., дейно подпомага Северна Корея и Виетнам през периода 1952 – 1976 г., както и Лаос и Камбоджа през периода 1979 – 1984 г. по време на военните конфликти в тези държави. През 1984 г. Цеденбал е сменен на постовете си от Жамбийн Батмунх – дотогавашен министър-председател на Монголия, министър-председател на Монголия става Думаагийн Содном. Макар че не са сред горещите привърженици на модела на Перестройка в СССР на съветския лидер Михаил Горбачов, Батмунх и Содном провеждат икономически реформи в МНР, като по съветски пример през 1990 г. организират промяна на еднопартийната система с многопартийна, дори са организирани демонстрации в подкрепа на многопартийната система, а Жамбийн Батмунх и Думаагийн Содном през март 1990 г. подават оставките си, като на мястото на Батмунх е избран Пунсалмагийн Очирбат – дотогава министър на външноикономическите връзки и снабдяването, който от 1991 г. е избран за президент на Монголия, а министър-председател на Монголската народна република е избран Шаравин Гунгадорж – дотогава зам. председател на Министерския съвет на Монголия и министър на земеделието и хранителната промишленост. Монголската народно-революционна партия си запазва властта, която сама упражнява до 2010 г., а след това връщайки си името Монголска народна партия управлява в коалиция с други политически партии. Националният празник на страната е запазен на 11 юли – денят на Народната революция в Монголия. Страната става член на Движението на необвързаните страни след разпада на СИВ - 1991 г. През 1992 г. президентът на Монголската народна република Пунсалмагийн Очирбат създава нова конституция, в която името на държавата е променено на Монголия.
- Селско стопанство

Животновъдство – 23,4 млн. животни (данни: 1958)
60% – овце
18% – кози
10% – едър рогат добитък
9% – коне
3% – камили
Растениевъдство – отглеждат се:
фуражи
зърнени култури
лен
коноп и др.
- Промишленост

Добив на:
каменни въглища
желязна руда
манган
калай
злато
сребро
волфрам
Развити са също и хранително-вкусовата, кожарската и текстилната промишленост
- Транспорт (данни: 1959)

железни пътища
1700 km
шосета
6000 km
- Монетна единица

тугрик
1 тугрик = 100 мунгу
100 монголски туринка = 29,25 български лева (1962)